# Astrogorgia lea
Astrogorgia lea is een zachte koraalsoort uit de familie Plexauridae. De koraalsoort komt uit het geslacht Astrogorgia. Astrogorgia lea werd in 2000 voor het eerst wetenschappelijk beschreven door Grasshoff. 